# Robin Hood - L'origine della leggenda
Robin Hood - L'origine della leggenda (Robin Hood) è un film del 2018 diretto da Otto Bathurst.
Il film racconta le gesta del principe dei ladri Robin Hood, interpretato da Taron Egerton. Fanno parte del cast Jamie Foxx, Ben Mendelsohn, Eve Hewson, Tim Minchin e Jamie Dornan.

## Trama
Robin di Loxley è un signorotto inglese che si ritrova costretto a prestare servizio nella Terza crociata, abbandonando la sua amata Marian. In Terra santa, durante un duro scontro in una città in rovina, il giovane si imbatte in un abile guerriero saraceno che quasi lo uccide, non fosse per l'intervento alle spalle di Guy di Gisborne, capitano di Robin, che lo salva mozzando una mano al suo avversario. Guy è un uomo spietato che non si fa scrupoli a far giustiziare prigionieri disarmati, incluso il figlio del guerriero, che viene decapitato nonostante il tentativo di Robin di impedirlo.
Per la sua intemperanza il giovane viene accusato di insubordinazione e, dopo essere stato ferito in una sommossa dei prigionieri, viene rimandato in Inghilterra su una nave ospedale. Qui scopre che il suo castello e tutti i suoi beni sono stati confiscati per ordine dello sceriffo della vicina città di Nottingham, e lui stesso è stato dato per morto da almeno due anni. Scopre inoltre che Marian ora vive vicino alle miniere della città e si è trovata un altro uomo, Will Tillman.
Robin ha modo di rendersi conto delle disastrose condizioni della popolazione della città, allo stremo per i troppi tributi da versare per finanziare, apparentemente, le spedizioni dei Crociati; il tutto sotto l'egida dello sceriffo, che ha alle spalle tutto il potere della Chiesa. Un giorno il giovane viene sorpreso dal guerriero con cui si era scontrato in Arabia, che a sua insaputa lo aveva seguito fino in Inghilterra; questi vuole vendetta per il figlio ucciso e, al contempo, ha capito che Robin potrebbe essere l'uomo giusto per minare il potere dello sceriffo e, soprattutto, sabotare le nuove spedizioni in Terra Santa sottraendo denaro alla banca di Nottingham, fondo principale della Chiesa in Inghilterra.
John (nome inglese del guerriero arabo) addestra Robin per farlo diventare un ladro di professione, e presto i due cominciano la loro guerra personale sottraendo il denaro dei pedaggi e quello delle offerte alla Chiesa. Nel frattempo, su consiglio di John, il giovane comincia a conquistarsi la fiducia del perfido sceriffo di Nottingham in modo da carpire più informazioni possibili. Robin tuttavia vuole mirare più in alto e prova a derubare la sala del tesoro di Nottingham senza riuscirci ma riuscendo comunque a fuggire.
Nel frattempo un importante cardinale giunge a Nottingham da Roma per incontrare lo sceriffo. Durante la festa sfrenata organizzata per l'evento, Marian, ruba i registri della contabilità nell'ufficio dello sceriffo: anche lei infatti conduce una guerra personale contro gli oppressori, in combutta con il frate Tuck e all'insaputa del fidanzato Will, che vorrebbe migliorare le condizioni del popolo per via istituzionale. Nel frattempo Robin presiede a un incontro tra lo sceriffo e il cardinale in cui scopre che, in realtà, i proventi delle tasse non sono destinati a finanziare gli inglesi, bensì gli stessi saraceni, in modo da indebolire sempre di più il potere del Re d'Inghilterra e accrescere la presa della Chiesa sul suo territorio. Quella stessa sera frate Tuck viene smascherato e riesce a evitare la morte solo grazie all'intervento di Robin, che riesce a farlo semplicemente spretare.
Nel frattempo, lo sceriffo ha assoldato degli assassini provetti, ex Crociati, per seminare il panico in città e scovare il famigerato ladro che si fa chiamare "Hood"; tra loro c'è Guy di Gisborne, con cui Robin ha un conto in sospeso. Lui e la sua banda arrivano ad attaccare deliberatamente le miniere, dove vivono i cittadini più poveri e i possibili agitatori, e Robin e John fulmineamente intervengono per salvare Marian, catturata dai mercenari. Nell'inseguimento John, pur di permettere ai due di fuggire, si lascia catturare, mentre Marian rivela a Robin di aver sempre saputo che sotto la maschera di "Hood" si celava lui.
In seguito all'attacco, Will raduna gli abitanti delle miniere e li esorta a seguirlo per cercare un posto più sicuro dove vivere, ma la stessa Marian si oppone sostenendo che si debba combattere per poter vivere in pace. A quel punto anche Robin mostra il suo vero volto al popolo e riesce a convincere Will a tentare il tutto per tutto. Sfruttando le gallerie della miniera, viene piazzata una trappola sotto la strada principale di Nottingham, dove di lì a poco verrà scortato lo sceriffo su un carro colmo d'oro da far partire per la Terra Santa. Come diversivo, la massa popolare si riversa in strada e attacca le guardie cittadine, in modo da bloccare il carro proprio nel punto prestabilito. Nel momento in cui scatta la trappola, lo sceriffo era già sceso dal carro, ma il bottino finisce nelle mani dei ribelli. Guy di Gisborne rimane coinvolto nel crollo ma viene risparmiato da Robin, non dimentico del fatto che questi gli avesse salvato la vita, in guerra.
Nella confusione, Robin viene colpito da una freccia e Marian, mentre la estrae dal suo petto, lo bacia, sotto gli occhi di Will, che rimane subito dopo colpito da un'esplosione. Mentre scappano, Robin decide di tornare indietro per cercarlo, ma viene catturato dagli uomini dello sceriffo e portato al cospetto di quest'ultimo. Per il giovane sembra finita, quando interviene John, che era precedentemente riuscito a liberarsi e a travestirsi da guardia cittadina. A questo punto i due si liberano facilmente delle altre guardie e impiccano lo sceriffo. Mentre Robin, John, Marian, Tuck e gli altri ribelli sopravvissuti si rifugiano nella foresta diventando fuorilegge, Will, ancora vivo ma con il volto parzialmente ustionato e pieno d'odio per il tradimento di Marian, viene trovato dal cardinale e nominato nuovo sceriffo di Nottingham.

## Promozione
Il primo trailer del film viene diffuso il 3 maggio 2018.

## Distribuzione
Il film è stato distribuito nelle sale cinematografiche statunitensi a partire dal 21 novembre 2018 ed in quelle italiane dal 22 novembre.

## Accoglienza
Il film è stato stroncato dalla critica. Sull'aggregatore di recensioni Rotten Tomatoes il film ha una percentuale di gradimento del 16% basato su 113 recensioni  mentre su Metacritic ha un punteggio di 32 su 100 basato su 27 recensioni, il film ha inoltre ottenuto tre candidature ai Razzie awards 2018, compresa quella come peggior film, senza però vincere in nessuna categoria.